# Micromartinia
Micromartinia és un gènere monotípic d'arnes de la família Crambidae. Conté només una espècie, Micromartinia mnemusalis, que es troba a Costa Rica, Brasil, Guyana Francesa i Veneçuela.